# Universität Twente
Die Universität Twente (UT) (niederländisch: Universiteit Twente, englisch: University of Twente) ist eine niederländische Universität in Enschede (Overijssel) in der Region Twente.
Das Universitätsgelände befindet sich im Westen von Enschede und grenzt an Hengelo. Die Universität ist die erste Campusuniversität der Niederlande. Ursprünglich war die Universität eine Technische Hochschule, heute werden auch zahlreiche nichttechnische Studiengänge angeboten, wie z. B. Kommunikationswissenschaft, European Studies und Psychologie. Die UT ist in einer Föderation 4TU mit den Technischen Universitäten Eindhoven, Delft, und Wageningen verbunden und Partner im Europäischen Konsortium von innovativen Universitäten (ECIU).

## Rankings
Laut dem Times Higher Education Ranking gehört die Universität Twente zu den 200 renommiertesten Universitäten der Welt. Besonders stark schneidet die Universität im Ranglistenranking Industrie, Innovation und Infrastruktur 2021 ab. Hier wurde der Universität der elfte Platz in der Weltrangliste zugeschrieben. Im Fachranking wurde die Universität als eine der hundert besten der Welt in den Wirtschaftswissenschaften ausgezeichnet, während gleichzeitig Psychologie und die Sozialwissenschaften ebenso gut abschnitten und auf den Rängen 101–125 der Weltrangliste landeten.
Im Shanghai Ranking 2021 wurden die Geoinformations- und Erdbeobachtungswissenschaften der Universität Twente ausgezeichnet. Im Bereich Fernerkundung landete die Universität unter den besten zehn Universitäten der Welt. Das Engagement in diesem Bereich wird den nächsten Jahren weiter ausgebaut.
Laut Keuzegids Universiteiten, dem größten nationalen Universitätsranking, ist die Universität Twente die beste technische Universität der Niederlande.

## Geschichte
Am 1. Dezember 1961 beschloss das niederländische Parlament die Gründung einer dritten Technischen Hochschule in den Niederlanden. Eines der Hauptziele der neuen Hochschule sollte die Ausbildung neuer Ingenieure für die Industrie im Osten des Landes sein.
Nach dem Beschluss des Parlaments wurde mit dem Bau begonnen. Am 14. September 1964 wurde die Technische Hochschule Twente (THT) offiziell durch Königin Juliana und Prinzgemahl Bernhard eröffnet. Die THT begann den Studienbetrieb mit vier Abteilungen: Allgemeine Wissenschaften, Maschinenbau, Elektrotechnik und Technische Chemie.
1966 hatte die THT 634 Studenten, darunter nur 14 Frauen. Ein Jahr später beantragte die Hochschule die Genehmigung für eine medizinische Fakultät. Den Zuschlag erhielt jedoch die Universität Maastricht. Im Laufe der Jahre kamen neue Studiengänge hinzu: Angewandte Mathematik, Technische Physik und Wirtschaftsingenieurwesen (1968), Verwaltungswissenschaft (1973), Angewandte Pädagogik (1977), Technische Informatik (1980), Bauingenieurwesen (1991), Angewandte Kommunikationswissenschaft und Wirtschaftsinformatik (1993). Im Jahr 1985 wurde eine „Filiale“ im Friesischen Leeuwarden (NL) gegründet, an der Studenten ihr erstes Studienjahr absolvieren konnten. Zwanzig Jahre später wurde die „Vestiging Friesland“ wieder geschlossen.
Ihren heutigen Namen trägt die Universität seit 1986.
Im Sommer 2002 wurden bei einem Brand große Teile des Computernetzwerkes der Universität zerstört. Ein Jahr später wurde das Gebäude neu eröffnet.
Im Laufe der Jahre kamen noch Telematik (1999), Biomedizinische Technik und Industriedesign (2001), Psychologie (2002), Technische Medizin und Gesundheitswissenschaften (2003), Advanced Technology (2004), European Studies (2006), Advanced Technology (2008), Creative Technology (2010) und das University College (2013) als Studiengänge hinzu.

## Fakultäten

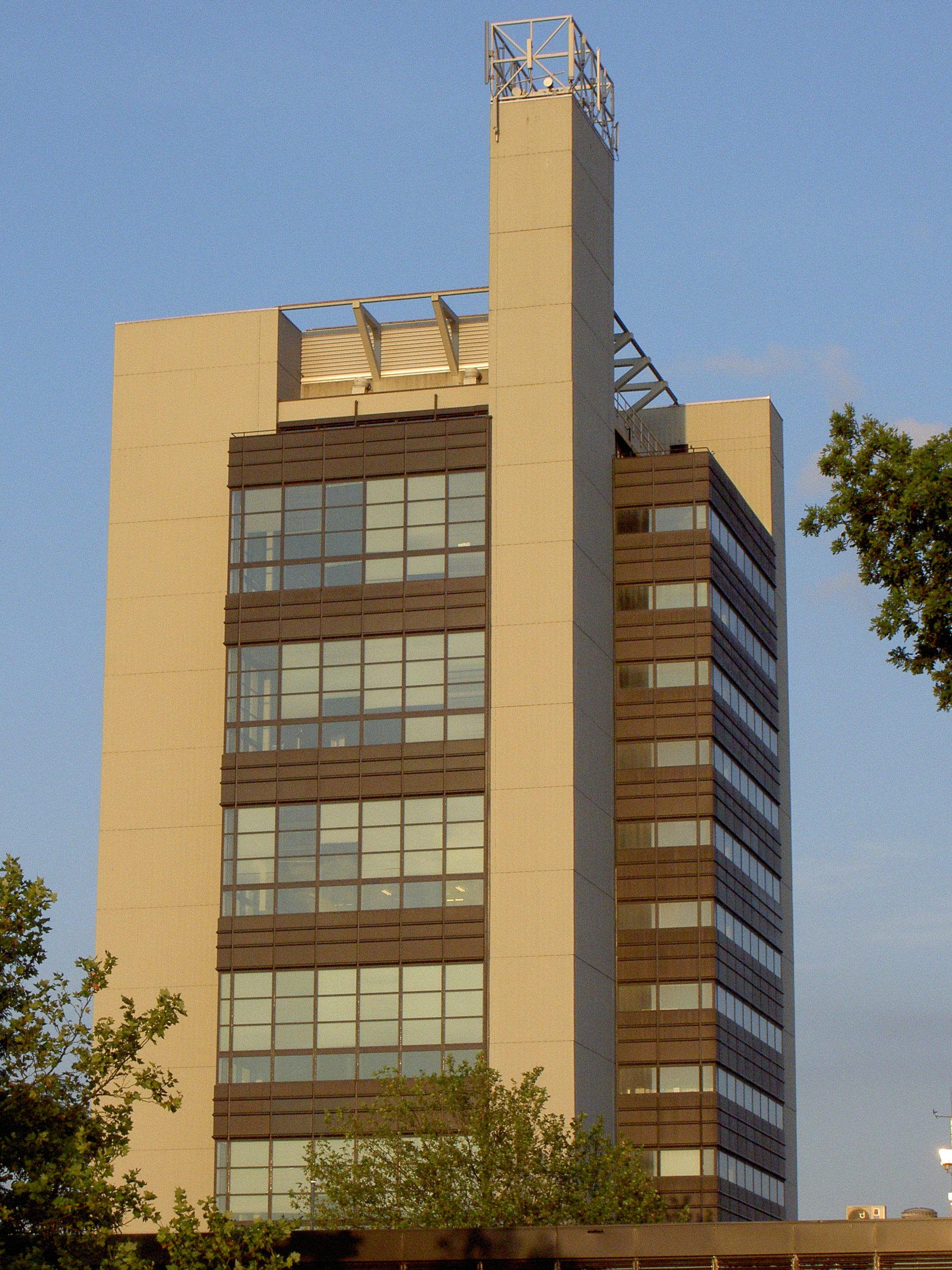
Universität Twente „Horsttoren“

Die Universität bietet die folgenden Bachelor- und Masterstudiengänge an (per Fakultät):
- ATLAS (University College)
- BMS (Behavioural Sciences, Management and Social Sciences)
  - Industrial Engineering
  - Wirtschaftsinformatik
  - Gesundheitswissenschaften
  - European Studies
  - Management, Society and Technology
  - Internationale Betriebswirtschaftslehre (International Business Administration)
  - Psychologie
  - Kommunikationswissenschaften
  - Betriebswirtschaftslehre (Business Administration)
  - Bildungswissenschaften (Educational Science and Technology)
  - Philosophy of Science, Technology and Society
  - Science Education and Communication
  - Environmental and Energy Management
- CTW (Construerende Technische Wetenschappen, englisch: Engineering Technology)
  - Industriedesign
  - Bauingenieurwesen
  - Maschinenbau
- EEMCS (Electrical Engineering, Mathematics and Computer Science)
  - Technische Informatik
  - Technische Mathematik (Applied Mathematics)
  - Electrical Engineering
  - Creative Technology
- TNW (Technische Natuurwetenschappen, englisch: Science and Technology)
  - Technische Physik
  - Technische Chemie
  - Biomedizinische Technik
  - Technische Medizin
  - Advanced Technology

Die Universität bietet in der Form ihrer Abteilung Pre-University fakultätsübergreifend ebenfalls umfangreiche Programme und Aktivitäten zu den Themen Studienwahl, Talentförderung und wissenschaftliches Arbeiten für Schülerinnen und Schüler aus der Region ab dem Grundschulalter an.

## Forschungseinrichtungen
- MIRA – Institut für biomedizinische Technologie und technische Medizin Homepage MIRA
- CTIT – Zentrum für Telematik und Informationstechnologie Homepage CTIT
- IGS – Institut für Innovation und Governance Studien Homepage IGS
- MESA+ – Institut für Nanotechnologie. Homepage MESA+
- Faculty of Geo Information Science and Earth Observation (ITC)
- Programme for Science Based Engineering (SBE)

## Rektoren (Rectores magnifici)
- 1963–1967: Gerrit Berkhoff
- 1967–1971: Jo Vlugter
- 1971–1974: Pieter Zandbergen
- 1974–1976: Jan Kreiken
- 1976–1979: Willem van Spiegel
- 1979–1982: Harry van den Kroonenberg
- 1982–1985: Wiebe Draijer
- 1985–1988: Harry van den Kroonenberg (Zweite Amtszeit)
- 1988–1992: Jos Smit
- 1992–1997: Theo Popma
- 1997–2004: Frans van Vught
- 2005–2008: Henk Zijm
- 2009–2016: Ed Brinksma
- 2016–2020: Thom Palstra
- Seit 2020: Tom Veldkamp

## Bekannte Absolventen
- Bert Bakker (* 1959), ehemaliger D66-Politiker. Vorsitzender der parlamentären Untersuchungskommission zum Massaker von Srebrenica
- Ank Bijleveld-Schouten (* 1962), CDA-Politikerin, Verteidigungsministerin
- Arno Brok (* 1968), VVD-Politiker, Kommissar des Königs der Provinz Friesland
- Geert-Jan Bruinsma (* 1968), Gründer des Reiseportals Booking.com, studierte Technische Betriebswissenschaft
- Daphne Bunskoek (* 1973), Schauspielerin und Fernsehmoderatorin
- Kees van der Graaf (* 1950), Vorstandsvorsitzender von Unilever Europa
- Jitse Groen (* 1978), Gründer von Takeaway
- Jaap Haartsen (* 1963), Informatiker
- Lambertus Hesselink (* 1950), Professor an der Universität Stanford
- Ronald Kasteel (* 1962), Vorstandsvorsitzender der Ordina-Gruppe
- Bas Lansdorp (* 1977), Gründer und CEO von Mars One, studierte Maschinenbau
- Cees Links (* 1957), CEO von GreenPeak Technologies
- Han Polman (* 1963), D66-Politiker, Kommissar des Königs der Provinz Zeeland
- Gerard Sanderink (* 1949), Gründer und Eigentümer des Computerunternehmens Centric
- Fred Teeven (* 1959), VVD-Politiker, früherer Staatssekretär für Sicherheit und Justiz
- Frans van Vught (* 1950), früherer Rector Magnificus, Vorstandsmitglied der European University Association
- Matthias Wessling (* 1963), deutscher Chemieingenieur